# Offensive libertaire et sociale
Offensive libertaire et sociale (OLS) était un collectif français libertaire créé au cours de l’été 2003, par des militants venant du Réseau No Pasaran,.
En janvier 2014, l'éditorial d'Offensive la revue trimestrielle de l'OLS annonce la suspension de la parution. En décembre 2014, l'OLS annonce l'arrêt de l'activité du collectif.

## Thématiques
Six principes fondaient l'OLS : l'indépendance, le fédéralisme, l'assembléisme, l'anti-autoritarisme, la rupture et l'appui mutuel.
Offensive libertaire et sociale travaillait sur plusieurs thématiques : la lutte contre la publicité, contre la précarité, l'impérialisme technologique, le nucléaire et le publisexisme ; et pour la gratuité des transports, le féminisme, et l'altermondialisation.

## Rencontres libertaires
Offensive libertaire et sociale entretenait des liens privilégiés avec une autre structure, l’Organisation communiste libertaire. Elle organisait avec elle des « Rencontres libertaires » annuelles qui regroupaient plus d'une centaine de personnes.
Le groupe éditait une revue trimestrielle, Offensive (qui compte plus de 800 abonnés), principalement organisée autour d'un dossier thématique.
Par ailleurs Offensive libertaire et sociale animait une émission de radio sur Radio libertaire à Paris et sur Radio Grenouille à Marseille.
Offensive libertaire et sociale a compté jusqu'à six groupes à Bruxelles, Marseille, Paris, Grenoble, Avignon, Toulouse.

## Publications
Offensive libertaire et sociale a publié depuis 2003 jusqu'en 2014 une revue trimestrielle thématique, Offensive, qui est vendue en kiosque depuis 2008. La réalisation de la revue est prise en charge par 15 à 20 bénévoles d'OLS, qui assurent l'ensemble des tâches de conception, coordination et réalisation par roulement de mandats, qui durent de deux à trois ans. La rédaction proprement dite de chacun des numéros était prise en charge elle aussi à tour de rôle par deux des bénévoles pour le cœur du dossier thématique, les rubriques spécialisées étant tenues sur une plus longue période. Ce principe de mandats tournants visait à éviter la spécialisation, qui est refusée par OLS. En 2011, les ventes se partageaient à parts égales entre ventes en kiosques et ventes sur abonnement ou au numéro en librairie ou lors de manifestations. Accusée à ses débuts de produire une revue trop élitiste, OLS a indiqué avoir renoncé au recours à des experts pour la partie rédactionnelle, et porté une attention particulière à la relecture.
Parmi ses plus de 30 numéros parus, on peut noter :
- Cassez vos télés, n°1, novembre 2003[8],[9].
- Homo publicitus, n°6, avril 2005[10],[11].
- On hait les champions, n°11, septembre 2006[12]
- L'horreur touristique, n°14, mai 2007[13],[14].
- Autonomie, Démocratie directe, n°15, septembre 2007[6],[15].
- Putain de sexisme, n°16, décembre 2007[6],[16].

Offensive libertaire et sociale a aussi publié :
- Divertir pour dominer : la culture de masse contre les peuples, Éditions L'Échappée, 2010[17],[18].
- Construire l’autonomie : Se réapproprier le travail, le commerce, la ruralité, Éditions L'Échappée, mars 2013[19].

### Travaux universitaires
- Simon Luck[20], Sociologie de l’engagement libertaire dans la France contemporaine Socialisations individuelles, expériences collectives, et cultures politiques alternatives[21], 2008, texte intégral.
- Irène Pereira, Un nouvel esprit contestataire - La grammaire pragmatiste du syndicalisme d’action directe libertaire[22], Thèse de Doctorat de sociologie, École des hautes études en sciences sociales, Groupe de sociologie politique et morale, 2009, texte intégral.

### Notices d'autorité
- Notices d'autorité :   - VIAF
  - BnF (données)
  - IdRef
- WorldCat, notice
- Centre international de recherches sur l'anarchisme (Lausanne) : notice.